# アルメントフーベル
アルメントフーベル（Allmendhubel）は、スイス、ベルン州、ベルナーオーバーラント地方にある展望台。アイガー、メンヒ、ユングフラウのユングフラウ三山をはじめとするベルナーアルプスを望むことができる。
標高は1907ｍ。麓の村、ミューレンからアルメントフーベル・ケーブルカーで上がることができる。。ケーブル駅にはテラス席付きのレストラン、アルメントフーベル・パノラマレストランや高山植物園がある。
アルメントフーベルは、ミューレン・シルトホルン地域におけるハイキングのスタート地点にもなっている。中でも人気のブルーメンタール（花の谷）パノラマトレイルは、アルメントフーベルをスタート地点として、ズッペンアルプ経由、ミューレンまで歩く約1時間の一般向きコース。この他にもマウンテンビュー・トレイル、ノースフェイス・トレイルなどがあり、専用のハイキング標識が整備されている。
アルメントフーベル・パノラマレストランの近くにあるクナイプパス（足浴施設）で、ハイキングの後の疲れた足を休めることもできる（夏季オープン。無料）。